# CAGE FORCE (2009年10月)
CAGE FORCE（ケージ・フォース）は、日本の総合格闘技団体「CAGE FORCE」の大会の一つ。2009年10月24日、東京都江東区有明のディファ有明で開催された。

## 大会概要
メインイベントでは永田克彦が星野大介に判定勝ち。CAGE FORCE初勝利を挙げるとともに、1年7か月ぶりの勝利となった。

## 試合結果

### プレリミナリー・ファイト
第1試合 バンタム級 3分3R
○  小西淳伸 vs.  田口亮 ×
3R終了 判定3-0
第2試合 ライト級 3分3R
○  RUNKI vs.  寺本大輔 ×
1R 1:18 TKO（ドクターストップ）
第3試合 フェザー級 3分3R
○  津田勝憲 vs.  岩井拓也 ×
2R 0:57 TKO（ドクターストップ）

### 本戦カード
第1試合 ライト級 3分3R
△  荒牧拓 vs.  大勝☆ケン △
3R終了 判定1-0
第2試合 フライ級 3分3R
○  宮川博孝 vs.  金内雄哉 ×
3R終了 判定2-0
第3試合 バンタム級 3分3R
○  村田卓実 vs.  佐々木郁矢 ×
1R 2:34 腕ひしぎ十字固め
第4試合 ライト級 5分3R
○  近藤秀人 vs.  橋本朝人 ×
3R終了 判定2-0
第5試合 ミドル級 5分3R
○  森川修次 vs.  濱田淳史 ×
1R 2:04 TKO（レフェリーストップ：パウンド）
第6試合 バンタム級 5分3R
○  徹肌ィ郎 vs.  寺田功 ×
3R終了 判定3-0
第7試合 ライト級 5分3R
○  永田克彦 vs.  星野大介 ×
3R終了 判定3-0